# (291411) 2006 DZ5
(291411) 2006 DZ5 es un asteroide perteneciente al cinturón de asteroides descubierto el 20 de febrero de 2002 por el equipo del Catalina Sky Survey desde el Catalina Sky Survey.

## Designación y nombre
Designado provisionalmente como 2006 DZ5.

## Características orbitales
2006 DZ5 está situado a una distancia media de 2,339 ua, pudiendo alejarse un máximo de 2,673 ua y acercarse un máximo de 2,005 ua. Tiene una eexcentricidad de 0,142 y la inclinación orbital 3,438 grados. Emplea 1306,96 días en completar una órbita alrededor del Sol.

## Características físicas
La magnitud absoluta de 2006 DZ5 es 17,6.